# Houston Comets

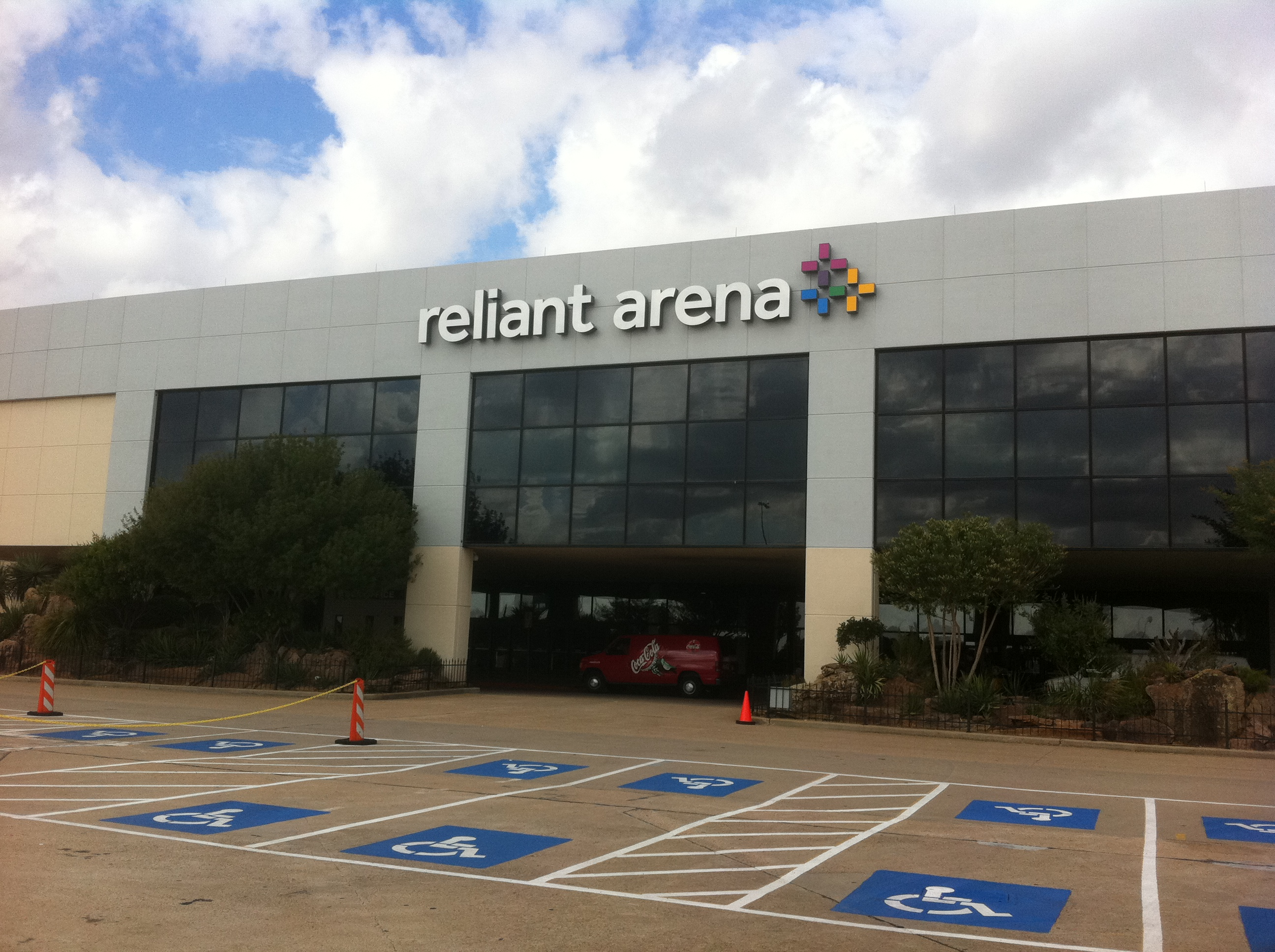
NRG Arena (wcześniej Astroarena i Reliant Arena) – siedziba Houston Comets

Houston Comets – zawodowy zespół koszykarski, z siedzibą w mieście Houston, w stanie Teksas. Drużyna jest członkiem zachodnie konferencji ligi WNBA. Klub powstał w 1997, czterokrotnie wygrywając mistrzostwo w latach 1997–2000, zwyciężając także w swojej konferencji.

## Sezon po sezonie
| Sezon           | Zespół          | Konferencja     | Konferencja     | Sezon regularny | Sezon regularny | Sezon regularny | Rezultaty Play-off | Trener                    |
| Sezon           | Zespół          | Konferencja     | Konferencja     | W               | P               | %               | Rezultaty Play-off | Trener                    |
| --------------- | --------------- | --------------- | --------------- | --------------- | --------------- | --------------- | --- | ------------------------- |
| Houston Comets  |                 |                 |                 |                 |                 |                 | |                           |
| 1997            | 1997            | Wschodnia       | 1               | 18              | 10              | 64,3            | Wygrana w półfinale WNBA (Charlotte, 70–54) Mistrzostwo WNBA (New York, 65–51)                                                     | Van Chancellor            |
| 1998            | 1998            | Zachodnia       | 1               | 27              | 3               | 90              | Wygrana w półfinale WNBA (Charlotte, 2–0) Mistrzostwo WNBA (Phoenix, 2–1)                                                          | Van Chancellor            |
| 1999            | 1999            | Zachodnia       | 1               | 26              | 6               | 81,3            | Wygrana w finale konferencji (Los Angeles, 2–1) Mistrzostwo WNBA (New York, 2–1)                                                   | Van Chancellor            |
| 2000            | 2000            | Zachodnia       | 2               | 27              | 5               | 84,4            | Wygrana w półfinale konferencji (Sacramento, 2–0) Wygrana w finale konferencji (Los Angeles, 2–0) Mistrzostwo WNBA (New York, 2–0) | Van Chancellor            |
| 2001            | 2001            | Zachodnia       | 4               | 19              | 13              | 59,4            | Przegrana w półfinale konferencji (Los Angeles, 0–2)                                                                               | Van Chancellor            |
| 2002            | 2002            | Zachodnia       | 2               | 24              | 8               | 75              | Przegrana w półfinale konferencji (Utah, 1–2)                                                                                      | Van Chancellor            |
| 2003            | 2003            | Zachodnia       | 2               | 20              | 14              | 58,8            | Przegrana w półfinale konferencji (Sacramento, 1–2)                                                                                | Van Chancellor            |
| 2004            | 2004            | Zachodnia       | 6               | 13              | 21              | 38,2            | | Van Chancellor            |
| 2005            | 2005            | Zachodnia       | 3               | 19              | 15              | 55,9            | Wygrana w półfinale konferencji (Seattle, 2–1) Przegrana w finale konferencji (Sacramento, 0–2)                                    | Van Chancellor            |
| 2006            | 2006            | Zachodnia       | 3               | 18              | 16              | 52,9            | Przegrana w półfinale konferencji (Sacramento, 0–2)                                                                                | Van Chancellor            |
| 2007            | 2007            | Zachodnia       | 5               | 13              | 21              | 38,2            | | Karleen Thompson          |
| 2008            | 2008            | Zachodnia       | 5               | 17              | 17              | 50              | | Karleen Thompson          |
| Sezon regularny | Sezon regularny | Sezon regularny | Sezon regularny | 241             | 149             | 61,8            | 4 mistrzostwa konferencji | 4 mistrzostwa konferencji |
| Play-off        | Play-off        | Play-off        | Play-off        | 20              | 14              | 58,8            | 4 mistrzostwa WNBA | 4 mistrzostwa WNBA        |

## Zastrzeżone numery
- 10. Kim Perrot
- 14. Cynthia Cooper

## Uczestniczki meczu gwiazd
- 1999: Cynthia Cooper, Sheryl Swoopes, Tina Thompson
- 2000: Cynthia Cooper, Sheryl Swoopes, Tina Thompson
- 2001: Janeth Arcain, Tina Thompson
- 2002: Sheryl Swoopes, Tina Thompson
- 2003: Cynthia Cooper, Sheryl Swoopes, Tina Thompson
- 2004: Sheryl Swoopes, Tina Thompson
- 2005: Sheryl Swoopes, Michelle Snow
- 2006: Sheryl Swoopes, Dawn Staley, Tina Thompson, Michelle Snow
- 2007: Tina Thompson

## Nagrody i wyróżnienia
- 1997: I skład WNBA: Tina Thompson
- 1997: I skład WNBA: Cynthia Cooper
- 1997: MVP WNBA: Cynthia Cooper
- 1997: Trener Roku: Van Chancellor
- 1997: MVP finałów WNBA: Cynthia Cooper
- 1998: I skład WNBA: Cynthia Cooper
- 1998: I skład WNBA: Tina Thompson
- 1998: I skład WNBA: Sheryl Swoopes
- 1998: MVP WNBA: Cynthia Cooper
- 1998: Trener Roku: Van Chancellor
- 1998: MVP finałów WNBA: Cynthia Cooper
- 1999: I skład WNBA: Sheryl Swoopes
- 1999: I skład WNBA: Cynthia Cooper
- 1999: II skład WNBA: Tina Thompson
- 1999: Trener Roku: Van Chancellor
- 1999: MVP finałów WNBA: Cynthia Cooper
- 2000: MVP WNBA: Sheryl Swoopes
- 2000: MVP meczu gwiazd: Tina Thompson
- 2000: I skład WNBA: Sheryl Swoopes
- 2000: I skład WNBA: Cynthia Cooper
- 2000: II skład WNBA: Tina Thompson
- 2000: MVP finałów WNBA: Cynthia Cooper
- 2001: I skład WNBA: Janeth Arcain
- 2001: II skład WNBA: Tina Thompson
- 2001: Największy Postęp WNBA: Janeth Arcain
- 2002: MVP WNBA: Sheryl Swoopes
- 2002: Defensywna Zawodniczka Roku: Sheryl Swoopes
- 2002: I skład WNBA: Sheryl Swoopes
- 2002: II skład WNBA: Tina Thompson
- 2003: II skład WNBA: Sheryl Swoopes
- 2003: Defensywna Zawodniczka Roku: Sheryl Swoopes
- 2003: Największy Postęp WNBA: Michelle Snow
- 2004: I skład WNBA: Tina Thompson
- 2005: MVP meczu gwiazd: Sheryl Swoopes
- 2005: MVP WNBA: Sheryl Swoopes
- 2005: I skład defensywny WNBA: Sheryl Swoopes
- 2005: I skład WNBA: Sheryl Swoopes
- 2006: II skład WNBA: Sheryl Swoopes
- 2006: I skład defensywny WNBA: Sheryl Swoopes
- 2006: Kim Perrot Sportsmanship Award: Dawn Staley
- 2006: WNBA All-Decade Team: Sheryl Swoopes
- 2006: WNBA All-Decade Team: Cynthia Cooper
- 2006: WNBA All-Decade Team: Dawn Staley
- 2006: WNBA All-Decade Team: Tina Thompson
- 2007: II skład WNBA: Tina Thompson
- 2011: WNBA's Top 15 Players of All Time: Cynthia Cooper
- 2011: WNBA's Top 15 Players of All Time: Dawn Staley
- 2011: WNBA's Top 15 Players of All Time: Sheryl Swoopes
- 2011: WNBA's Top 15 Players of All Time: Tina Thompson
- 2016: WNBA's Top 20 Players of All Time: Cynthia Cooper
- 2016: WNBA's Top 20 Players of All Time: Sheryl Swoopes
- 2016: WNBA's Top 20 Players of All Time: Tina Thompson

## Trenerzy
- Van Chancellor 1997–2006
- Karleen Thompson 2007–2008

## Właściciele zespołu
- Leslie Alexander (1997–2006)
- Hilton Koch (2007–2008)
- WNBA (2008)